# خوان فلیکس سانچز
 خوان فلیکس سانچز (انگلیسی: Juan Félix Sánchez؛ ۱۶ مهٔ ۱۹۰۰ – ۱۸ آوریل ۱۹۹۷) یک معمار و مجسمه‌ساز اهل ونزوئلا بود.

## نگارخانه

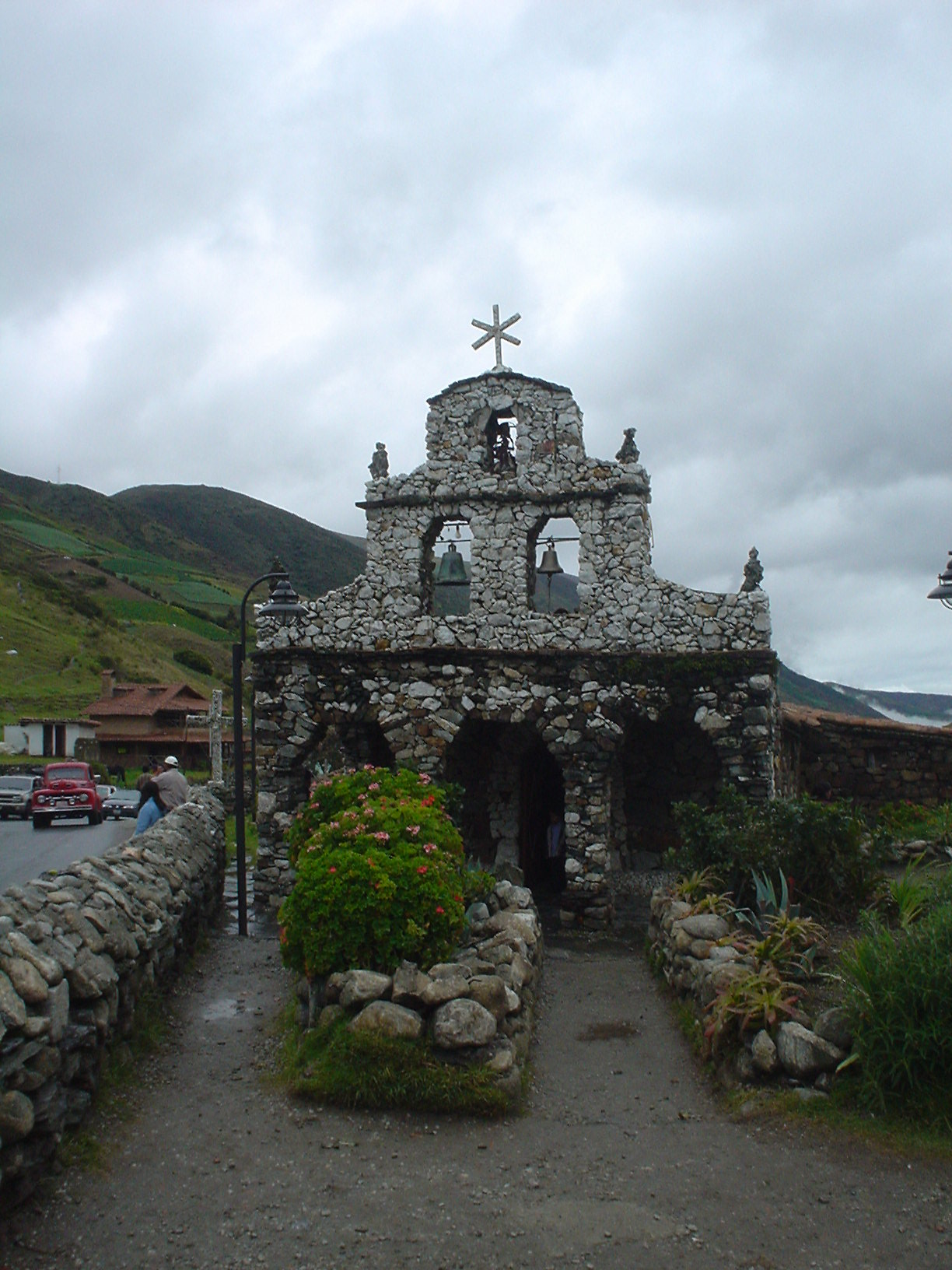
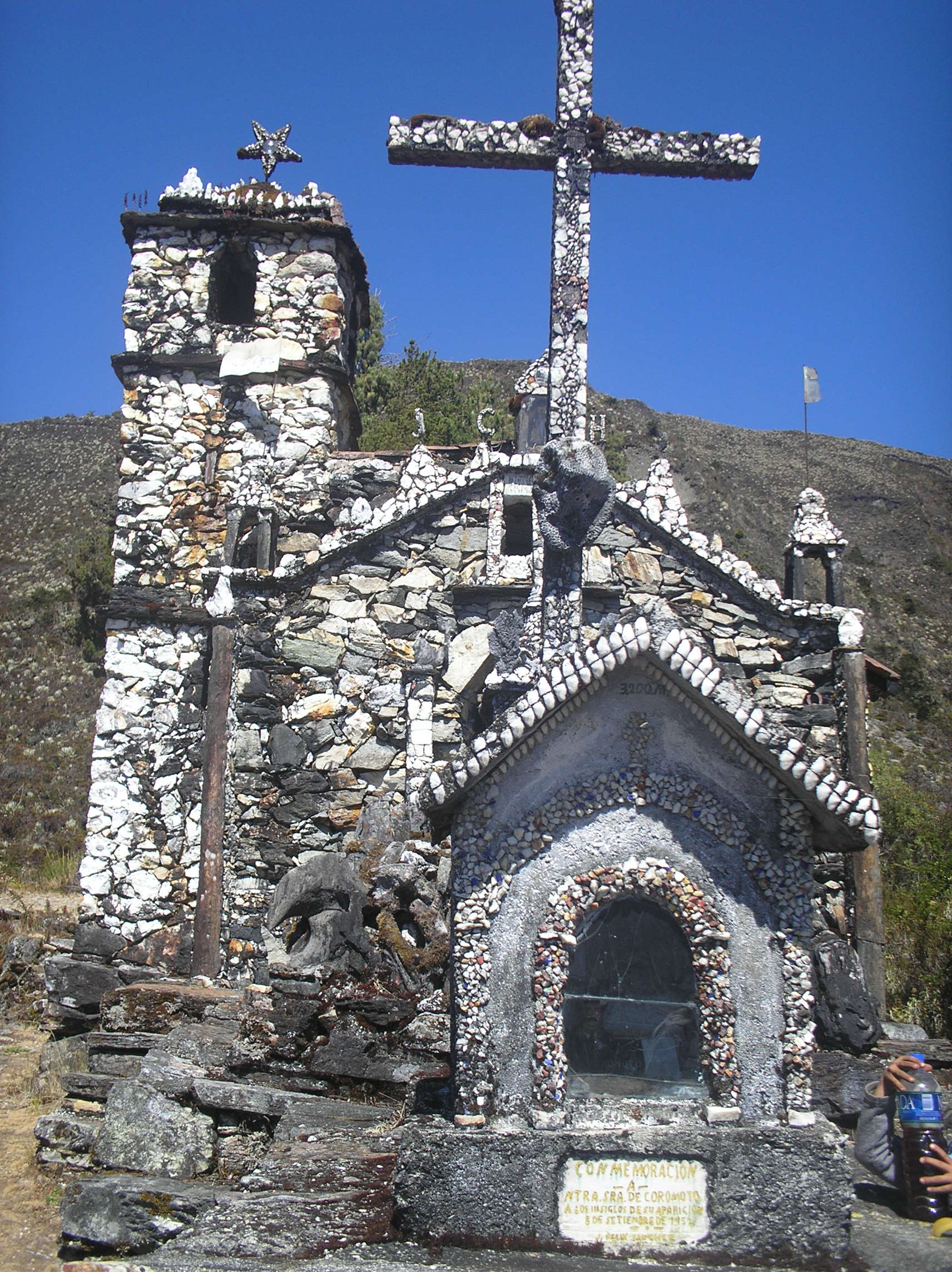
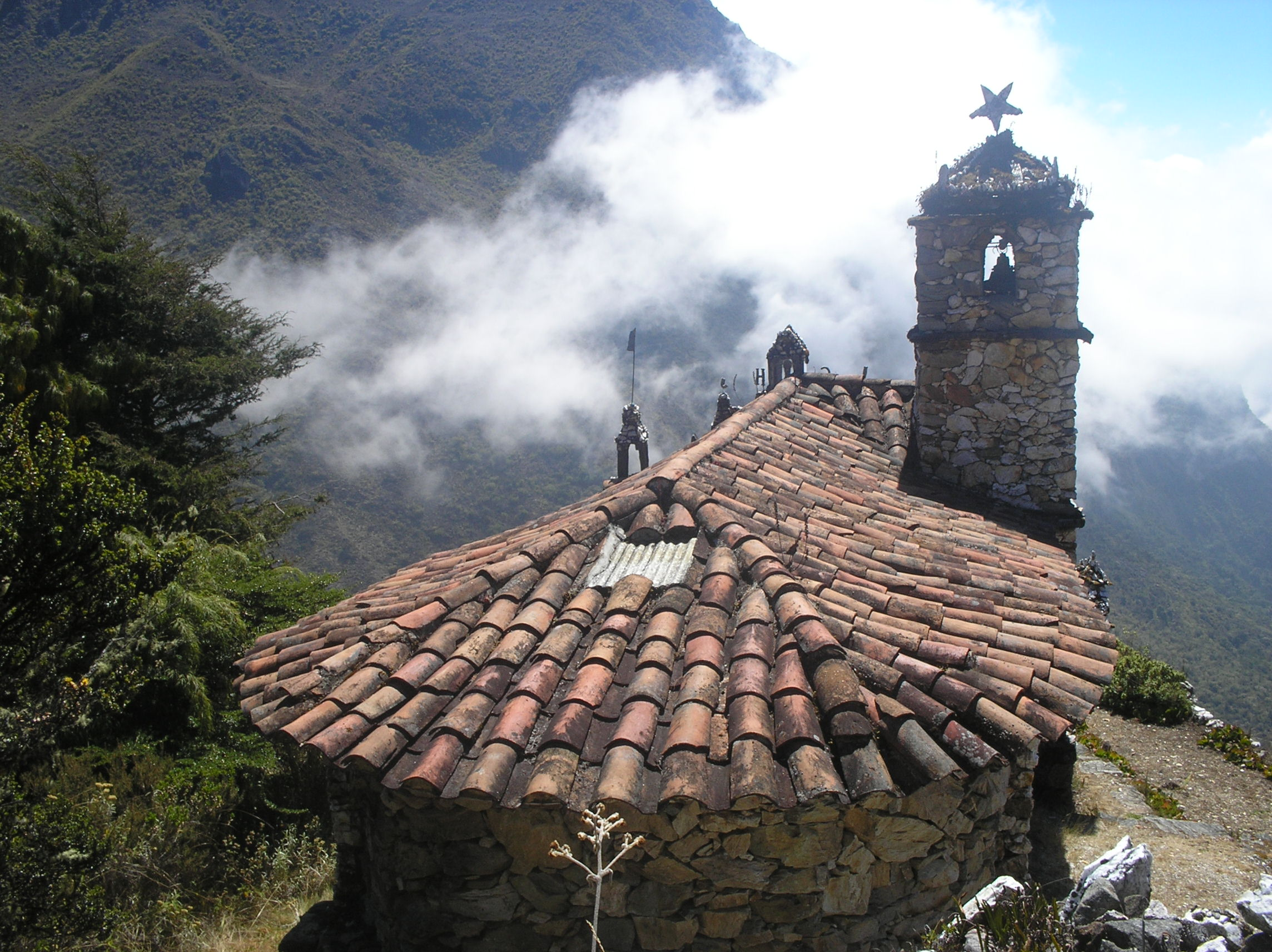
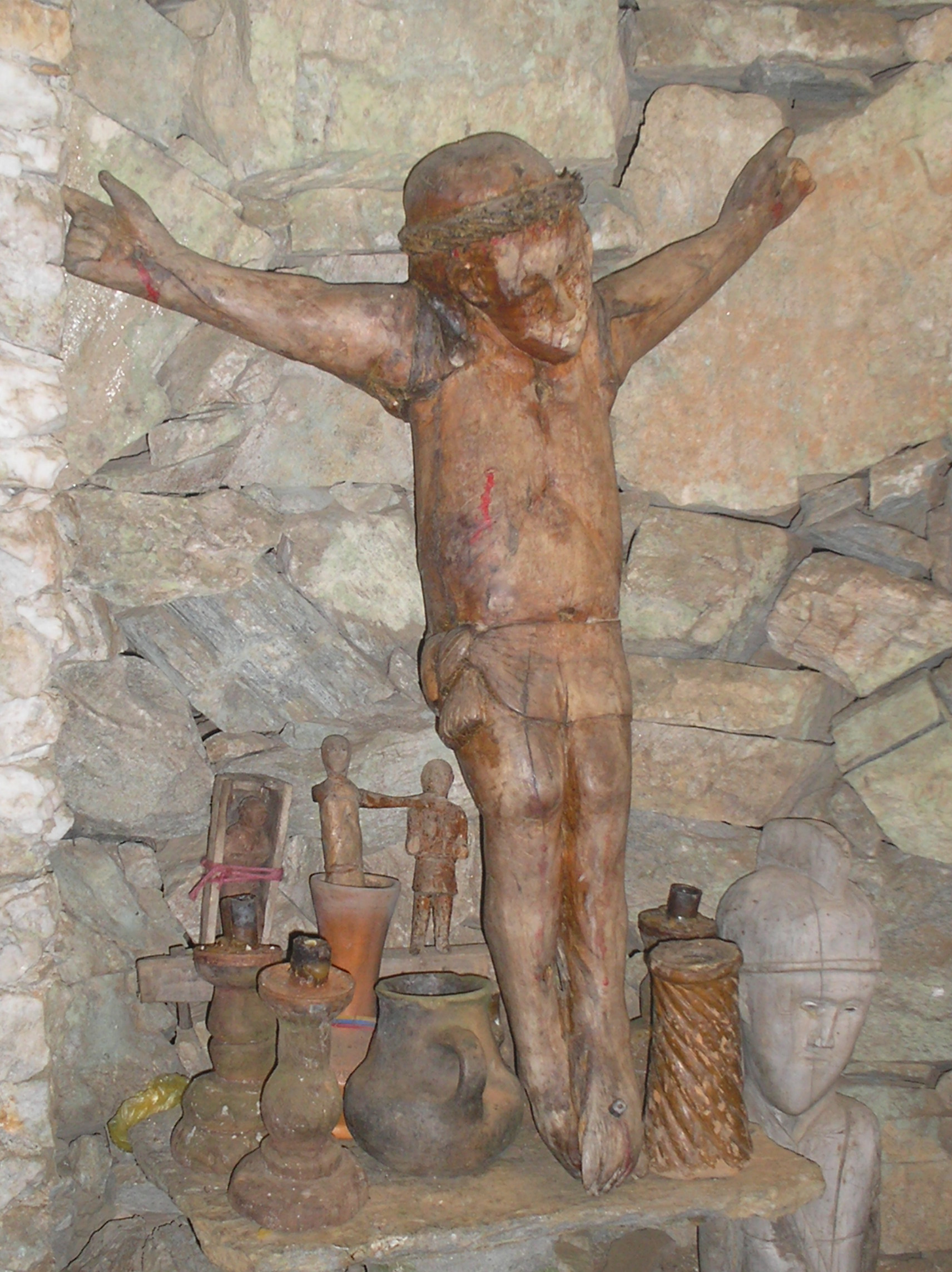